# Viggo
Viggo  è un nome proprio di persona scandinavo maschile.

## Origine e diffusione
Continua il nome norreno Vígi, un ipocoristico di altri nomi contenenti l'elemento vig, "guerra", come ad esempio Ludovico e Hartwig, ed è quindi analogo per significato al nome Wiebe.

## Onomastico
L'onomastico può essere festeggiato il primo di novembre, festa di Ognissanti, non essendovi santi con questo nome che è quindi adespota.

## Persone
- Viggo Brun, matematico norvegese

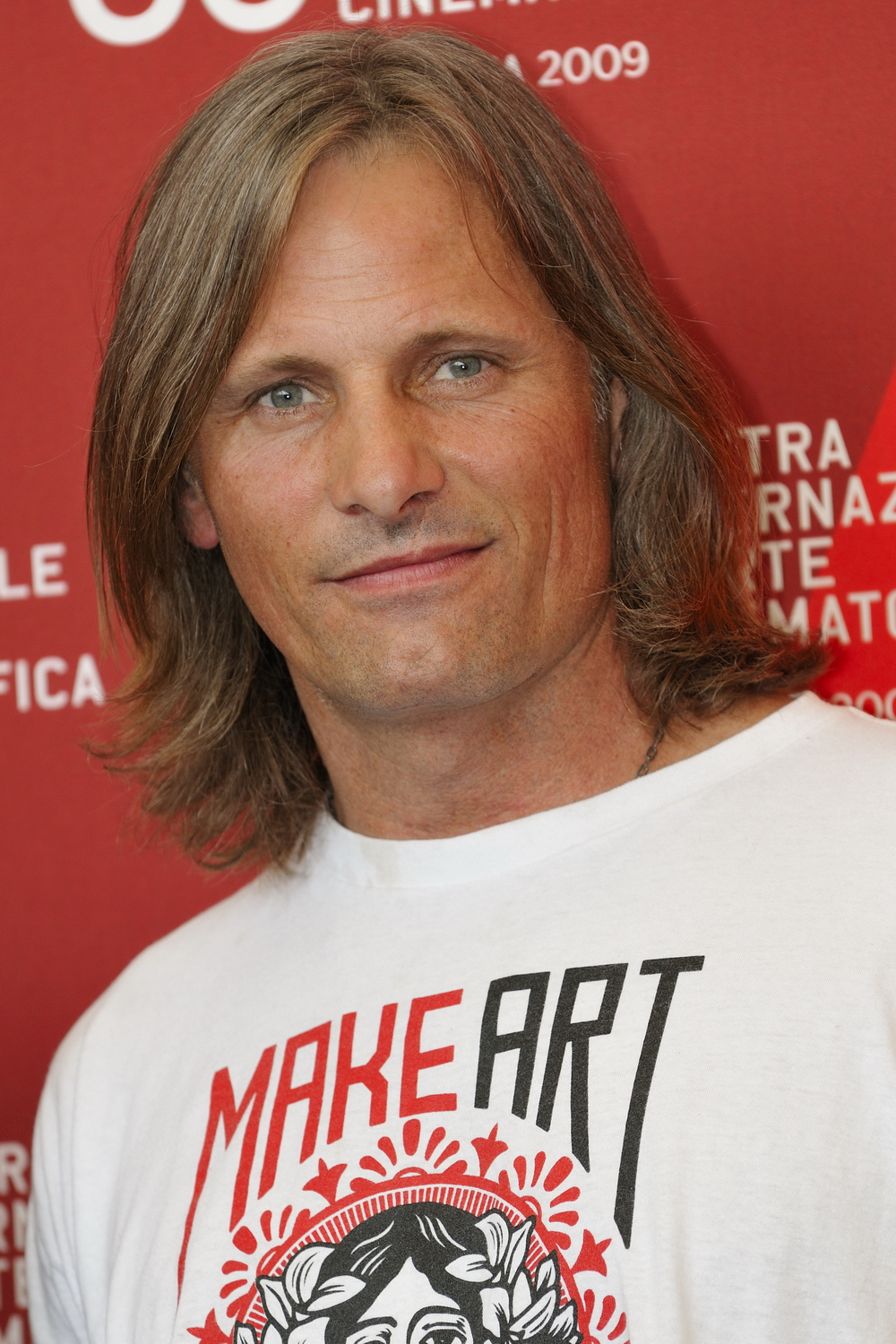
Viggo Mortensen

- Viggo Jensen, sollevatore, tiratore e atleta danese
- Viggo Jensen, allenatore di calcio e calciatore danese
- Viggo Kampmann, politico danese
- Viggo Larsen, attore, regista e produttore cinematografico danese
- Viggo Mortensen, attore statunitense